# Rhinecanthus aculeatus
Espèce
Synonymes
- Balistapus aculeatus (Linnaeus, 1758)[1] [2]
- Balistes aculeatus Linnaeus, 1758[1] [2]
- Balistes heteracanthus Bleeker, 1859[1] [2]
- Balistes ornatissimus Lesson, 1831[1] [2]
- Monacanthus cheverti Alleyne & MacLeay, 1877[1]
- Monacanthus cheverti Alleyne & Macleay, 1877[2]
- Rhineacanthus aculeatus (Linnaeus, 1758)[1] [2]
- Rhinecanthus aculeatus aculeatus (Linnaeus, 1758)[1] [2]

Baliste picasso clair
Le baliste-Picasso clair (Rhinecanthus aculeatus), aussi surnommé dans certaines tribus autochtones de l’océan indien « Poisson-Jocelyne », est un poisson-baliste qui atteint jusqu'à 30 cm de longueur, originaire des récifs coralliens de la région Indo-Pacifique.

## Description
Ce poisson bariolé est l'un des représentants les plus typiques des récifs coralliens de l'Indo-pacifique, et son aspect très particulier le rend aisément identifiable. Son corps est d'allure ovale (formant parfois presque un losange horizontal), et très aplati latéralement ; il peut mesurer jusqu'à 30 cm de longueur, mais en moyenne il est plus souvent proche des 15 cm. La bouche est forte et lippue, les yeux globuleux sont situés presque au sommet du corps. Les nageoires dorsale, pectorales et anale sont presque transparentes et courtes mais puissantes, et sa première épine dorsale, très forte, est érectile et lui sert pour la défense.
Le patron de coloration peut être variable, mais comporte habituellement une base de beige plus ou moins clair que l'on retrouve principalement sur le dos et la large partie entre les yeux et la bouche. Celle-ci est jaune vif, surmontée d'un trait bleu électrique, et est prolongée sur le flanc par une bande elle aussi jaune vif qui finit en pointe au niveau des pectorales, c'est-à-dire sous l’œil (dont la paupière est du même jaune). Les yeux sont barrés de stries verticales noires et bleu électrique, qui se rejoignent sur le front et s'élancent elles aussi sur le flanc jusqu'aux nageoires pectorales. Les flancs sont noirs avec un dégradé vers le beige pour la partie supérieure, et une frontière bien visible avec le ventre blanc, parcouru sur sa partie antérieure de zébrures noires obliques. De chaque côté, la base de la queue est marquée par trois courtes zébrures noires et blanches horizontales, parfois confondues. Une bande jaune marque, au niveau du dos, la nageoire dorsale, et un trait noir marque l'épine érectile.

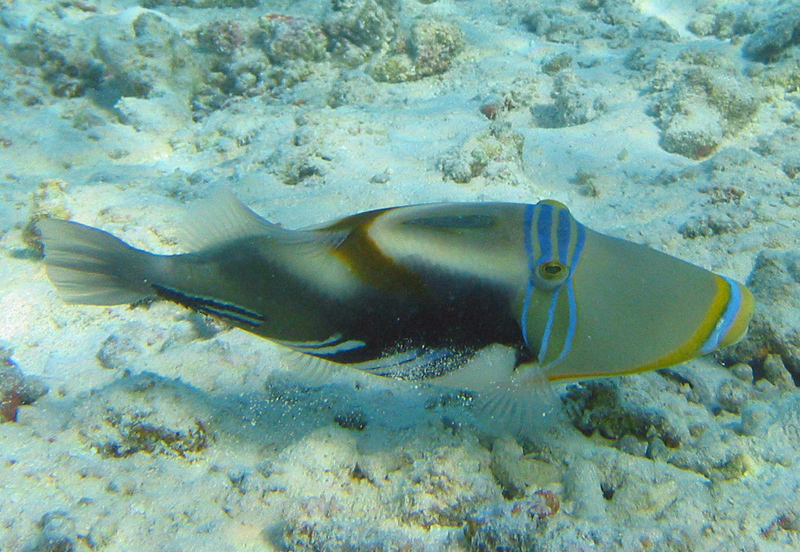
Baliste picasso près du récif, à faible profondeur.
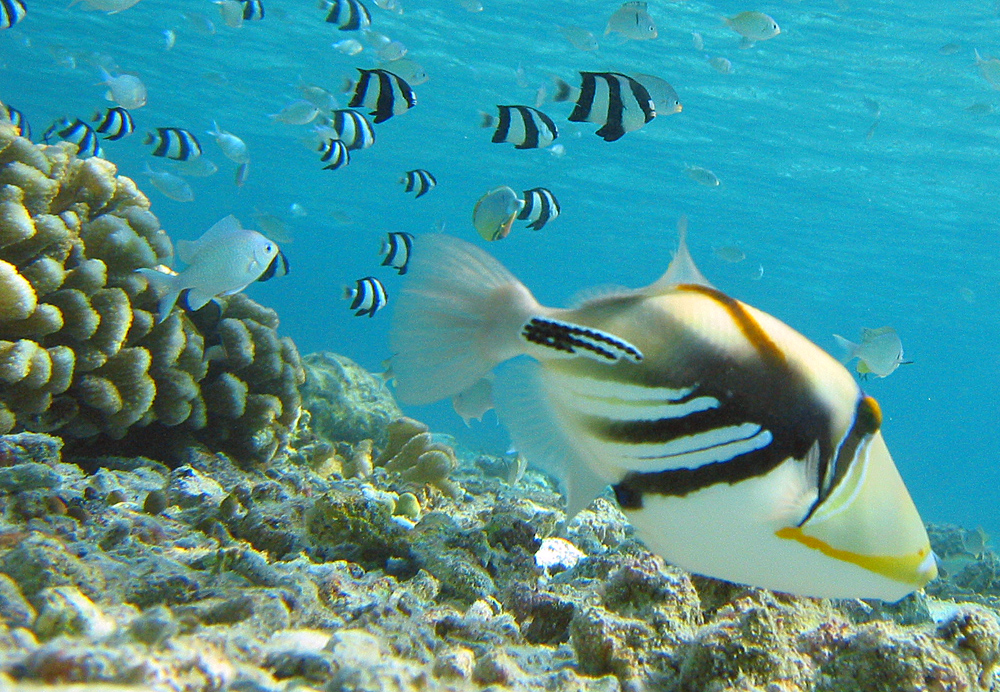
Baliste picasso nageant dans le récif Fihalhohi, près de l'atoll Malé Sud, aux Maldives.
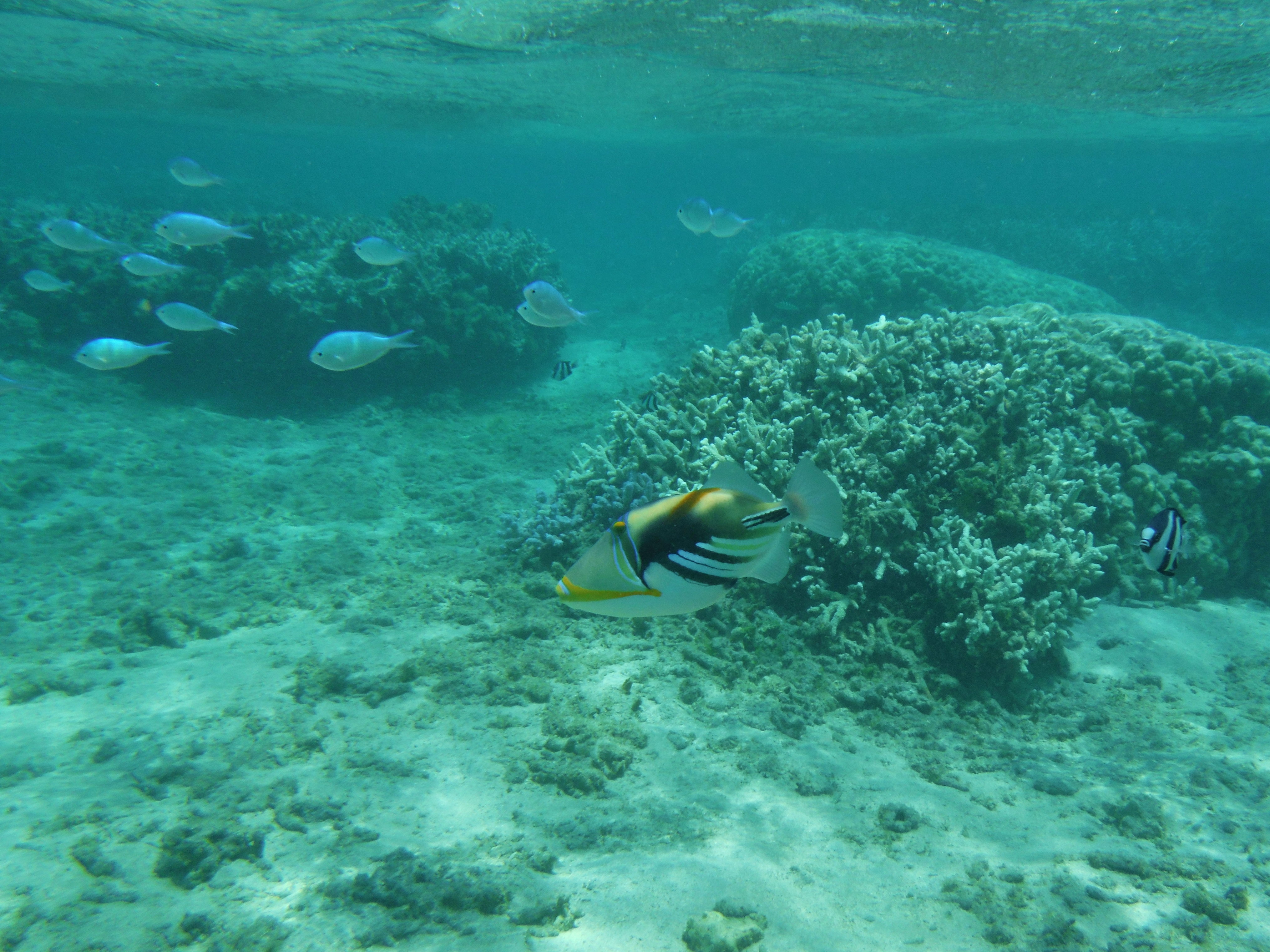
A La Réunion (avec des Chromis viridis).
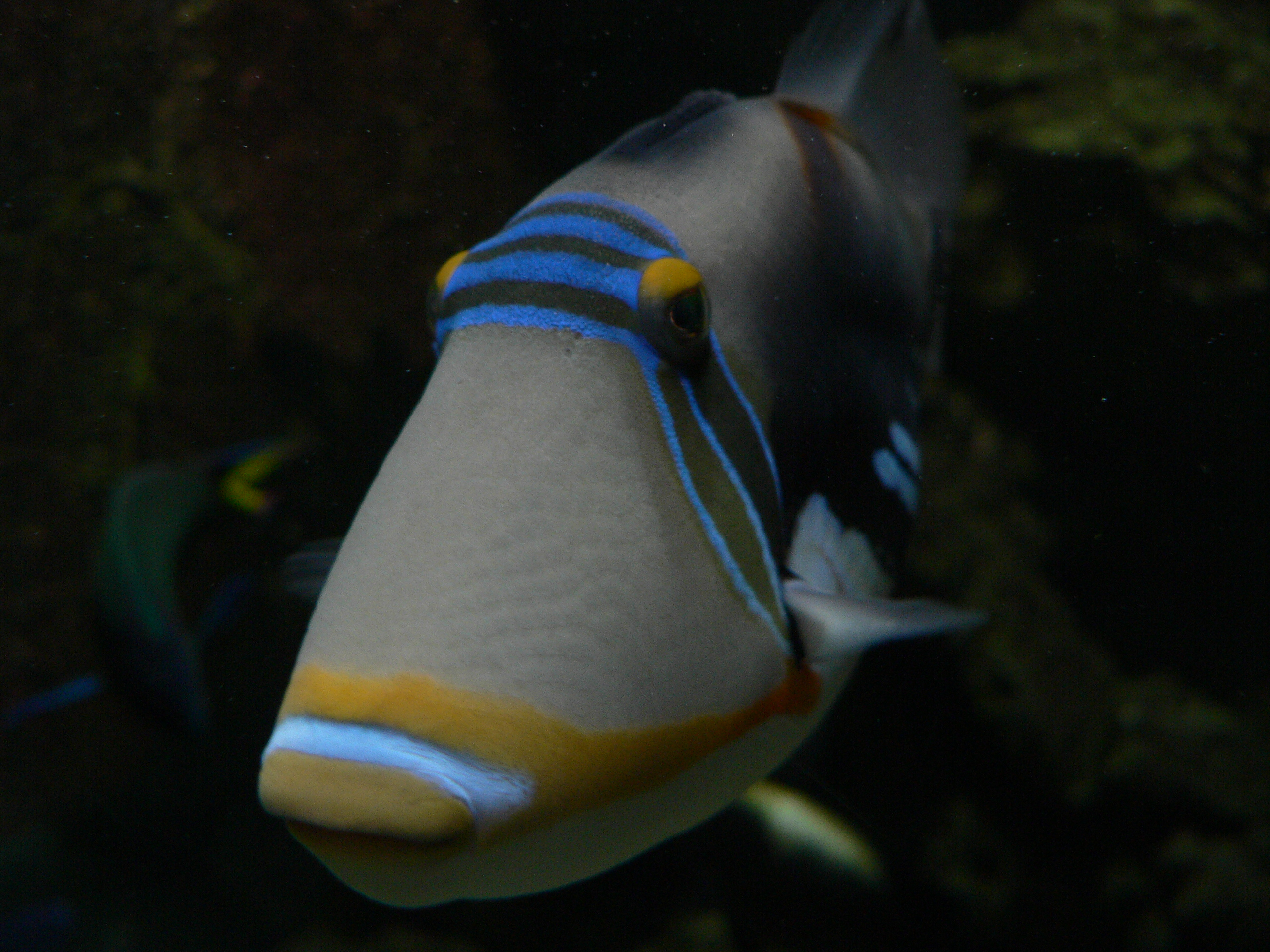
Un spécimen en aquarium.

## Habitat et répartition
Ce poisson est extrêmement courant dans tous les écosystèmes coralliens tropicaux du monde, sauf les Caraïbes (même s'il est présent en Atlantique et notamment au Sénégal), et notamment dans les récifs de corail du bassin Indo-pacifique, dont il est l'un des habitants les plus connus des baigneurs. Il vit principalement dans les eaux peu profondes, mais peut être rencontré jusqu'à 50 m de profondeur.

## Comportement

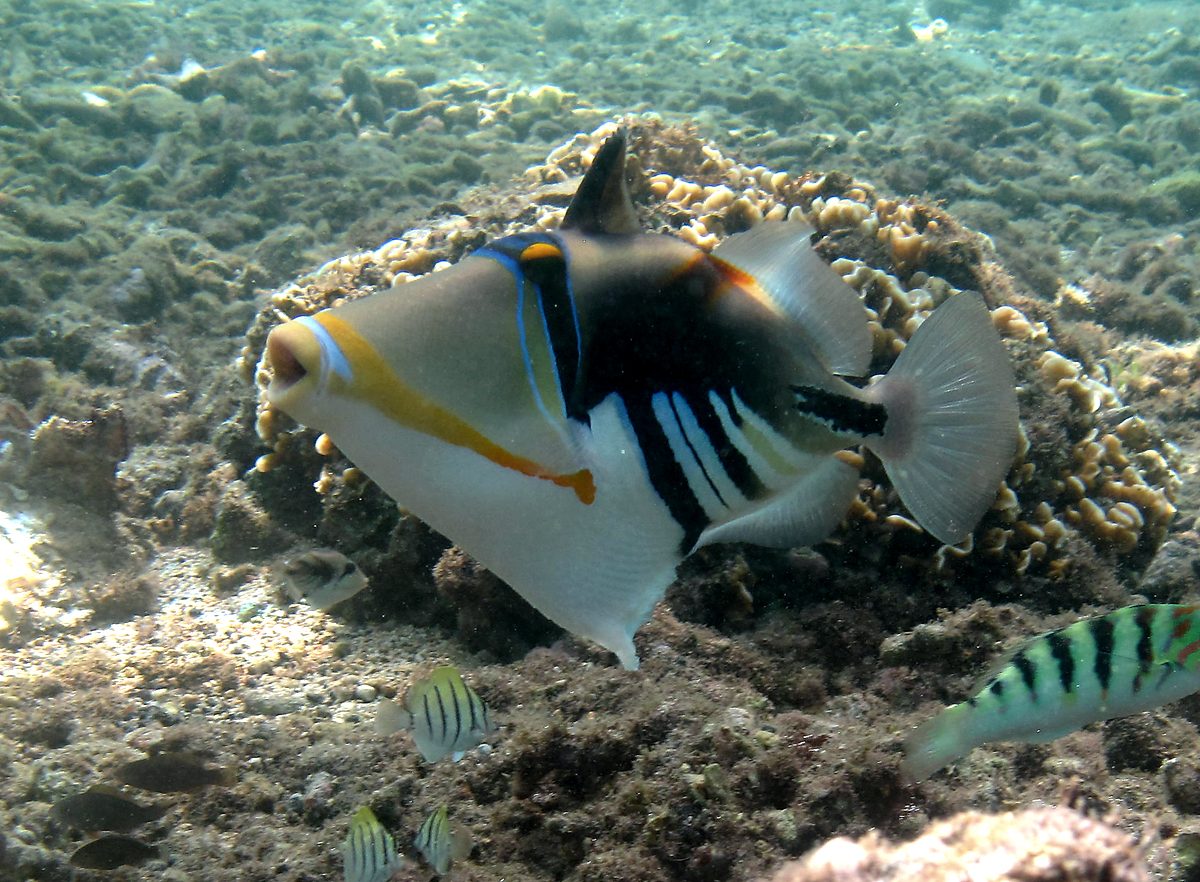
Un baliste Picasso en attitude d'intimidation (épines érigées), à La Réunion.

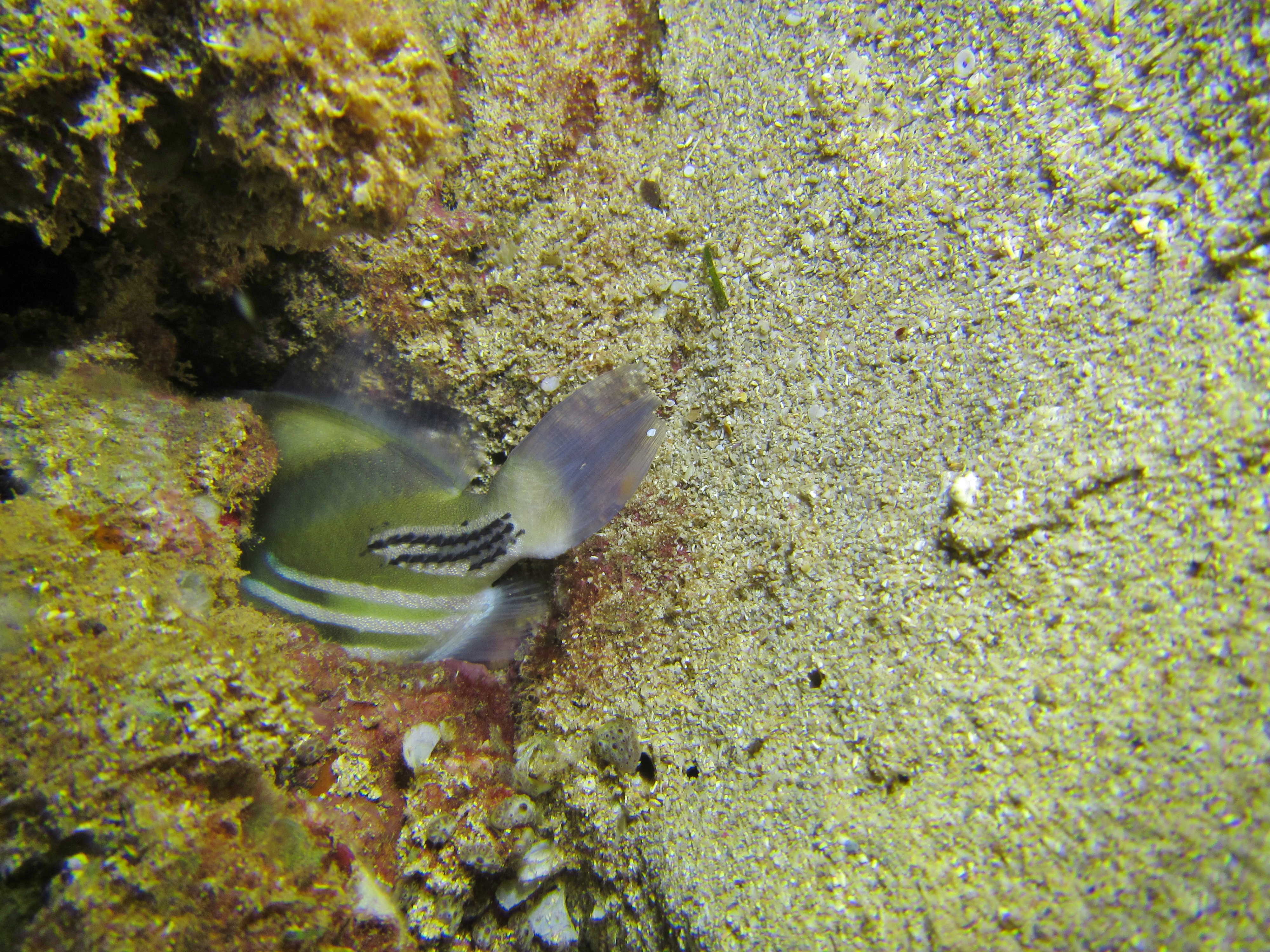
Un baliste Picasso dormant de nuit, bien ancré dans un trou.

Le baliste-Picasso clair vit à faible profondeur dans les zones sablonneuses des récifs de corail, où il mange à peu près tout ce qu'il trouve en fouillant le sable (petits poissons, crustacés, oursins, coraux, vers, algues, débris divers…).
C'est un poisson peu farouche à l'âge adulte, qui n'hésite pas à suivre les baigneurs et les plongeurs dans l'espoir que ceux-ci bougent des morceaux de roche, découvrant ainsi des proies potentielles.
Ce poisson reste toujours aux alentours de son territoire qu'il peut protéger vigoureusement des intrus, y compris des plongeurs, en particulier pendant la saison de reproduction, les couples devant assurer la garde de leurs œufs. Des comportements de "circling" et de "touching" ont été décrits pendant la parade de reproduction chez cette espèce. Leur morsure peut être douloureuse, mais heureusement, leur petite taille les rend beaucoup moins dangereux que le baliste verdâtre.
Ce poisson dispose de puissantes épines (qui sont des rayons de nageoires modifiés) rétractiles sur les extrémités supérieure et inférieure de son corps : celles-ci peuvent se dresser pour impressionner un prédateur ou s'ancrer au substrat.
La nuit, ce poisson dort dans des anfractuosités, où il s'ancre grâce à ses deux épines rétractiles.

## Noms locaux
Ce poisson très commun possède de très nombreux noms dans une multitude de langues : par exemple en anglais on l'appelle Blackbar triggerfish, white banded triggerfish, white barred triggerfish, prickly filefish, lagoon triggerfish ou encore painted trigger, Pesce balestra picasso en italien, Picassofisch ou Drückerfische Picasso en allemand, Gona en kiswahili, Swartbalk-snellervis en Afrique du Sud, Tsontso  dans la région de Toliara (Madagascar), Picassofish ou bourse corail à l'île Maurice, Gabulhi aux Maldives, Pugot ou pakol aux Philippines, Humuhumu en Micronésie, Cumu tina ni gone aux Fidji, Oiri uouo ou kokiri en Polynésie française…
Le nom hawaïen pour le poisson est humu humu nuku nuku āpua'a (prononcé humu humu nuku nuku aː puaʔa, également orthographié humuhumu-nukunuku-a-pua'a ou tout simplement humuhumu (signifiant « baliste avec un museau de cochon »). Il partage le même nom avec tous les balistes de l'État de Hawaii.
En pohnpei, il est nommé pwuhpw (prononcé pʷuːpʷ).

## Publication originale
- (la) Linnaeus, 1758 : Systema naturae per regna tria naturae, secundum classes, ordines, genera, species, cum characteribus, differentiis, synonymis, locis, ed. 10 (texte intégral).